# Bloomingburg (Ohio)
Bloomingburg – wieś w USA, w stanie Ohio, w hrabstwie Fayette.
Liczba mieszkańców w 2000 roku wynosiła 874 osoby.